# Свети Януарий се застъпва пред Дева Мария, Христос и Вечния Отец за чумата
„Свети Януарий се застъпва пред Дева Мария, Христос и Вечния Отец за чумата“ (на италиански: San Gennaro intercede presso la Vergine, Cristo e il Padre Eterno per la peste) е картина рисувана през 1660 – 1661 г. от неаполитанския художник Лука Джордано, използвана техника маслени бои върху платно (315 х 400 см), изложена в зала 103 на Музей Каподимонте, Неапол.

## История и описание
Първоначално тази картина, поръчана от вицекраля на Кралство Неапол Гаспаре де Бракамонте, е предназначена за новопостроената църква „Санта Мария дел Пианто“. Поради заминаването на художника Матия Прети за Малта вицекралят извиква други двама неаполитански художници Лука Джордано и Андреа Вакаро, за да нарисуват олтарните картини на църквата. Андреа Вакаро рисува централната картина, а Лука Джордано двете странични, тази и Светиите покровители на Неапол се покланят на разпятието, които, поради това че художникът ги изработва само за два дни, му носят прозвището на неаполитански диалект „Luca Fapresto“ (Лука Бързака).
В тази творба Лука Джордано показва своята преданост към Свети Януарий (неаполитански мъченик и светец, патрон на града), който често е изобразяван като основна фигура в творбите на художника. Светецът е изобразен, докато се застъпва пред Дева Мария, Христос и Бог за спиране на чумата, намалила наполовина неаполитанското население през 1656 г.
Цветовете, използвани от художника, са много силни, започвайки от златистото жълто, което заобикаля героите на историята, засенчващо много ясното синьо небе. Необичаен е и тъмният облак, който слиза надолу, създавайки тъмна полусфера, която покрива драмата от покосените от епидемията човешки същества, както и наситено синьо наметало на Дева Мария.
Лука Джордано рисува платното за църквата „Санта Мария дел Пианто“ едновременно с друго платно, предназначено за същата църква – Светиите покровители на Неапол се покланят на разпятието. Двете картини в наши дни са изложени в Музей „Каподимонте“, след като са били съхранявани за кратък период от време в Кралския дворец в Неапол.